# Apeadero Blas de Rosales
Blas de Rosales es un Apeadero ubicado en la localidad del mismo nombre, departamento Río Primero, Provincia de Córdoba, Argentina

## Servicios
El apeadero corresponde al Ferrocarril General Bartolomé Mitre de la red ferroviaria argentina. No presta servicios de pasajeros ni de cargas.